# Sistema maggioritario
Il sistema maggioritario è un qualunque sistema elettorale che prediliga la formazione di un sistema bipolare (spesso ma non sempre bipartitico) e di un parlamento composto da due schieramenti distinti e contrapposti. Il sistema limita fortemente o esclude completamente la rappresentanza di schieramenti minori. Si basa solitamente sul collegio uninominale (ovvero un collegio che esprime un solo seggio), ma può anche basarsi su collegi plurinominali.
In ogni caso il criterio è “il primo prende tutto” (first past the post system), ossia in ogni collegio chi riceve più voti viene eletto, mentre tutti gli altri, anche se ricevono percentuali di voto significative, vengono esclusi.

## Il sistema uninominale
In molte democrazie anglosassoni e in molti Paesi francofoni, tra cui Gran Bretagna, Stati Uniti, India e Francia, viene utilizzato un sistema elettorale maggioritario basato su un collegio uninominale. In ciascun collegio elettorale è in palio un unico seggio, che viene assegnato al candidato che ottiene il maggior numero di voti, eliminando tutti gli altri. In alcuni sistemi è sufficiente ottenere la maggioranza relativa dei voti, in altri è necessario ottenere la maggioranza assoluta. Nei sistemi del secondo tipo, nel caso in cui nessun candidato raggiunga la maggioranza assoluta dei voti al primo turno di votazioni, è previsto un secondo turno, usualmente ma non sempre nella forma del ballottaggio. Per ovviare alla necessità di scomodare gli elettori una seconda volta, ma volendo preservare il principio della maggioranza assoluta, in alcuni sistemi l'elettore può indicare una classificazione dei candidati e permettere così di redistribuire istantaneamente i voti dei candidati meno votati fino a che un candidato non ottenga la maggioranza assoluta.
Sul piano macroelettorale della determinazione del numero di seggi spettanti alle singole forze politiche, le formule maggioritarie uninominali tendono a produrre maggioranze parlamentari dotate di un numero di seggi più elevato rispetto alla percentuale di voti ottenuti dal partito o dalla coalizione che le compongono. Queste formule regolano però soltanto l'aspetto microelettorale, in quanto l'elettore è chiamato unicamente a esprimere il voto per uno dei candidati presenti nel suo collegio. Siccome i partiti indicano prima delle elezioni la persona che proporranno come capo del governo, gli elettori possono indirettamente scegliere anche quest'ultimo.
Con i sistemi maggioritari uninominali sono avvantaggiati i partiti che vincono di misura in molti collegi, mentre sono generalmente svantaggiati quelli che vincono in pochi collegi con grandi maggioranze. I partiti al governo possono talvolta modificare il disegno dei collegi in modo da aumentare il numero di collegi in cui sono favoriti, diminuendo eventualmente il margine di maggioranza su cui possono contare. Il fenomeno si chiama tecnicamente gerrymandering. I sistemi uninominali favoriscono inoltre i partiti localistici o con forte base locale, mentre sfavoriscono i partiti che hanno una base elettorale fortemente delocalizzata e sparsa in modo piuttosto uniforme.

### Sistema uninominale a un turno (uninominale secco)
Il sistema uninominale a un turno con maggioranza relativa, denominato first-past-the-post, prevede la vittoria del candidato che ha riportato il maggior numero di voti. È il sistema in vigore nel Regno Unito e nella stragrande maggioranza dei Paesi anglosassoni.
|             | Voti    | %      | Risultato |
| ----------- | ------- | ------ | --------- |
| Candidato A | 49 000  | 41,5 % | ELETTO    |
| Candidato B | 38 000  | 32,2 % | Battuto   |
| Candidato C | 22 000  | 18,6 % | Battuto   |
| Candidato D | 9 000   | 7,6 %  | Battuto   |
| TOTALE      | 118 000 | 100 %  |           |

### Sistema uninominale a doppio turno (con ballottaggio)
Con il sistema elettorale a doppio turno, detto anche majority, un candidato deve raggiungere o superare la maggioranza assoluta (50% + 1) per essere eletto al primo turno. Se nessun candidato ci riesce, si ricorre a un secondo turno di votazioni.
Il numero di candidati ammessi a questo secondo turno divide questo tipo di scrutinio in due sottosistemi. Sono ammessi al secondo turno solo i due candidati più votati al primo turno: in questo caso, il secondo turno assume il nome di ballottaggio. Questo sistema veniva utilizzato in Italia prima della Grande Guerra. Nei sistemi del secondo tipo, sono ammessi al secondo turno tutti i candidati che hanno superato una determinata percentuale di voti al primo turno; per essere eletti al secondo turno è sufficiente ottenere la maggioranza relativa dei voti. Questo sistema è utilizzato in Francia ed è conosciuto come sistema uninominale "alla francese".
Il sistema a doppio turno tende a incoraggiare gli elettori a esprimere un voto sincero al primo turno e un voto strategico al secondo turno. Rispetto agli altri sistemi uninominali, quelli a doppio turno tendono a premiare i partiti di centro. Nel secondo turno di votazioni i candidati di centro sono infatti in genere meglio collocati per attirare voti sia da destra che da sinistra.
|             | Voti    | %      | Risultato                |
| ----------- | ------- | ------ | ------------------------ |
| Candidato A | 49 000  | 41,5 % | Ammesso al secondo turno |
| Candidato B | 38 000  | 32,2 % | Ammesso al secondo turno |
| Candidato C | 22 000  | 18,6 % | Eliminato                |
| Candidato D | 9 000   | 7,6 %  | Eliminato                |
| TOTALE      | 118 000 | 100 %  |                          |

|             | Voti    | %      | Risultato |
| ----------- | ------- | ------ | --------- |
| Candidato A | 49 500  | 49,5 % | Battuto   |
| Candidato B | 50 500  | 50,5 % | ELETTO    |
| TOTALE      | 100 000 | 100 %  |           |

### Sistema uninominale a voto alternativo (a ballottaggio istantaneo)

Esempio di voto alternativo.

Il sistema uninominale a voto alternativo con maggioranza assoluta o instant runoff è la versione a turno unico del sistema majority. Gli elettori non votano un singolo candidato, ma possono classificare un numero a scelta di candidati secondo il proprio ordine di gradimento. Se nessun candidato raggiunge la maggioranza assoluta di "prime preferenze", il candidato meno votato viene eliminato e i suoi voti vengono redistribuiti fra i candidati rimanenti secondo le "seconde preferenze" espresse da chi lo aveva votato come prima preferenza. Se nessun candidato raggiunge ancora la maggioranza assoluta, il meccanismo viene applicato nuovamente, finché uno dei candidati non raggiunge la maggioranza assoluta. Il sistema uninominale a voto alternativo con maggioranza assoluta è utilizzato in Australia.
Il sistema alternativo consente di riprodurre in maniera sincera e fedele le intenzioni degli elettori, che non sono spinti al voto strategico e che possono limitarsi a esprimere le loro preferenze in maniera sincera. Questo sistema consente di evitare i problemi di eccessivo frazionamento politico e i problemi posti dagli accordi di desistenza.
|             | Voto in 1° preferenza | %      | + 2° preferenza | %      | + 3° preferenza | %      |           |
| ----------- | --------------------- | ------ | --------------- | ------ | --------------- | ------ | --------- |
| Candidato A | 49 000                | 41,5 % | 49 500          | 42,5 % | 50 000          | 47,6 % | Eliminato |
| Candidato B | 38 000                | 32,2 % | 39 000          | 33,5 % | 55 000          | 52,4 % | Eletto    |
| Candidato C | 22 000                | 18,6 % | 28 000          | 24,0 % | Eliminato       |        |           |
| Candidato D | 9 000                 | 7,6 %  | Eliminato       |        |                 |        |           |
| TOTALE      | 118 000               | 100 %  | 116 500         | 100 %  | 105 000         | 100 %  |           |

## Il sistema plurinominale
Ancor più antico del sistema uninominale, e per questo oggi largamente in declino, è il sistema maggioritario plurinominale, che permette agli elettori di votare per una molteplicità di candidati, svantaggiando ancora di più i partiti minori privandoli della possibilità di vincere almeno in alcuni collegi uninominali. Base di questo meccanismo è il collegio plurinominale, che nell'estremizzazione del sistema assume la forma del collegio unico.

### Il voto illimitato
Il voto illimitato era tipico delle prime forme di rappresentanza. In questo sistema l'elettore ha tanti voti quanti sono i seggi da coprire, e i candidati eletti sono semplicemente i più votati. Pur formalmente apartitico, se usato in un collegio unico questo sistema tende in realtà a creare un'oligarchia a partito unico, dato che tendenzialmente i candidati tenderanno ad aggregarsi in coalizioni più o meno esplicite che schiaccino ogni forma di opposizione. Le elezioni locali nell'Ottocento si svolgevano in questo modo, cristallizzando appunto le oligarchie liberali.
Una variante di questo sistema formalmente ancor più estremista è quella del listino, in cui i candidati sono anche formalmente legati fra loro in blocco, escludendo la possibilità di voto disgiunto.
Se in passato questo sistema fu usato da palesi dittature come il fascismo negli anni trenta, in realtà oggigiorno viene usato in forma assolutamente democratica purché ne sia limitato l'ambito di applicazione geografica o politica. Così, i Grandi elettori del Presidente degli Stati Uniti vengono eletti in listini ma separati ciascuno per ogni Stato, mentre il listino previsto dalla legge Tatarella per le regioni italiane copre solo il 20% dei seggi, giustapponendosi ai collegi provinciali proporzionali.

### Il voto cumulativo
Il voto cumulativo fu la prima variante al voto illimitato per permettere l'elezione di qualche candidato della minoranza. In questo sistema l'elettore ha ancora tanti voti quanti sono i candidati da eleggere, ma può condensarli su un unico candidato o su un gruppetto di essi, permettendone la vittoria anche se non appartenenti al partito egemone.

### Il voto limitato
Il metodo più ovvio per limare gli effetti distorsivi del sistema plurinominale fu quello di limitare il voto di preferenza degli elettori. Nella misura in cui ciò accada, si offre spazio alle opposizioni, specialmente nel caso in cui si arrivi alla preferenza unica. In Italia fu la Sinistra storica ad introdurre questo principio nelle elezioni comunali e nella misura di un voto in meno ogni cinque seggi, stabilendo di fatto un rapporto di forza di quattro quinti contro un quinto fra maggioranza e minoranza nei consigli comunali.